# Alberto Buccicardi
Arturo Bucciardi (ur. 11 maja 1914, zm. 8 grudnia 1970) – chilijski trener piłkarski. 

## Kariera trenerska
W 1949 Bucciardi został selekcjonerem reprezentacji Chile. W lutym i marcu Chile wygrało mecze eliminacyjne z Boliwią i awansowało do mistrzostw świata w Brazylii. Na mundialu Chile przegrało mecze z Anglią (0:2) i Hiszpanią (0:2) i wygrało z USA (5:2), co spowodowało zajęcie ostatniego miejsca w grupie i odpadnięcie z turnieju. Jego bilans selekcjonerskiej kadencji to 7 meczów, w tym 3 zwycięstwa i 4 porażki, przy bilansie bramkowym 13:14.